# Zoo di Dusit
Lo zoo di Dusit (Dusit Zoo, in thai สวนสัตว์ดุสิต) era uno zoo situato a Bangkok, inaugurato nel 1938 e definitivamente chiuso nel 2018.

## Descrizione
Ospitava tra gli altri oranghi, orsi neri asiatici ed elefanti asiatici e riceveva ogni anno 2 milioni di visitatori. Lo zoo ospitava dalla metà degli anni '90 anche una rara specie di felino, il gatto di Temminck.
Nel terreno su cui sorgeva si trova tuttora un rifugio antiaereo risalente alla seconda guerra mondiale, il principale manufatto storico dello zoo, costruito dopo l'entrata in guerra della Thailandia a fianco del Giappone per proteggere la popolazione dai bombardamenti che periodicamente gli Alleati eseguivano su Bangkok. Dopo la fine del conflitto, il rifugio divenne un'attrazione dello zoo.

## Storia
Quello che sarebbe diventato lo zoo, fu inaugurato nel 1895 da re Chulalongkorn come giardino reale privato nel periodo in cui fu costruito l'adiacente grande complesso di Palazzo Dusit. Fin dall'inizio ospitò animali selvatici, tra i quali un branco di cervi pomellati provenienti da Giava. Divenne uno zoo aperto al pubblico nel 1938 con il permesso concesso da re Ananda Mahidol e nel corso degli anni divenne una delle principali attrazioni turistiche della capitale thailandese, con oltre due milioni di visitatori all'anno e un introito di 150 milioni di baht. Era il più vecchio e il più famoso dei giardini zoologici thailandesi. Venne definitivamente chiuso il 30 settembre 2018 e i suoi 1 000 animali furono trasferiti in altri giardini zoologici di Chonburi, Chiang Mai, Nakhon Ratchasima, Songkhla, Ubon Ratchathani e Khon Kaen, in attesa che fosse costruito il nuovo zoo destinato ad ospitarli nella provincia di Pathum Thani.

## Galleria d'immagini

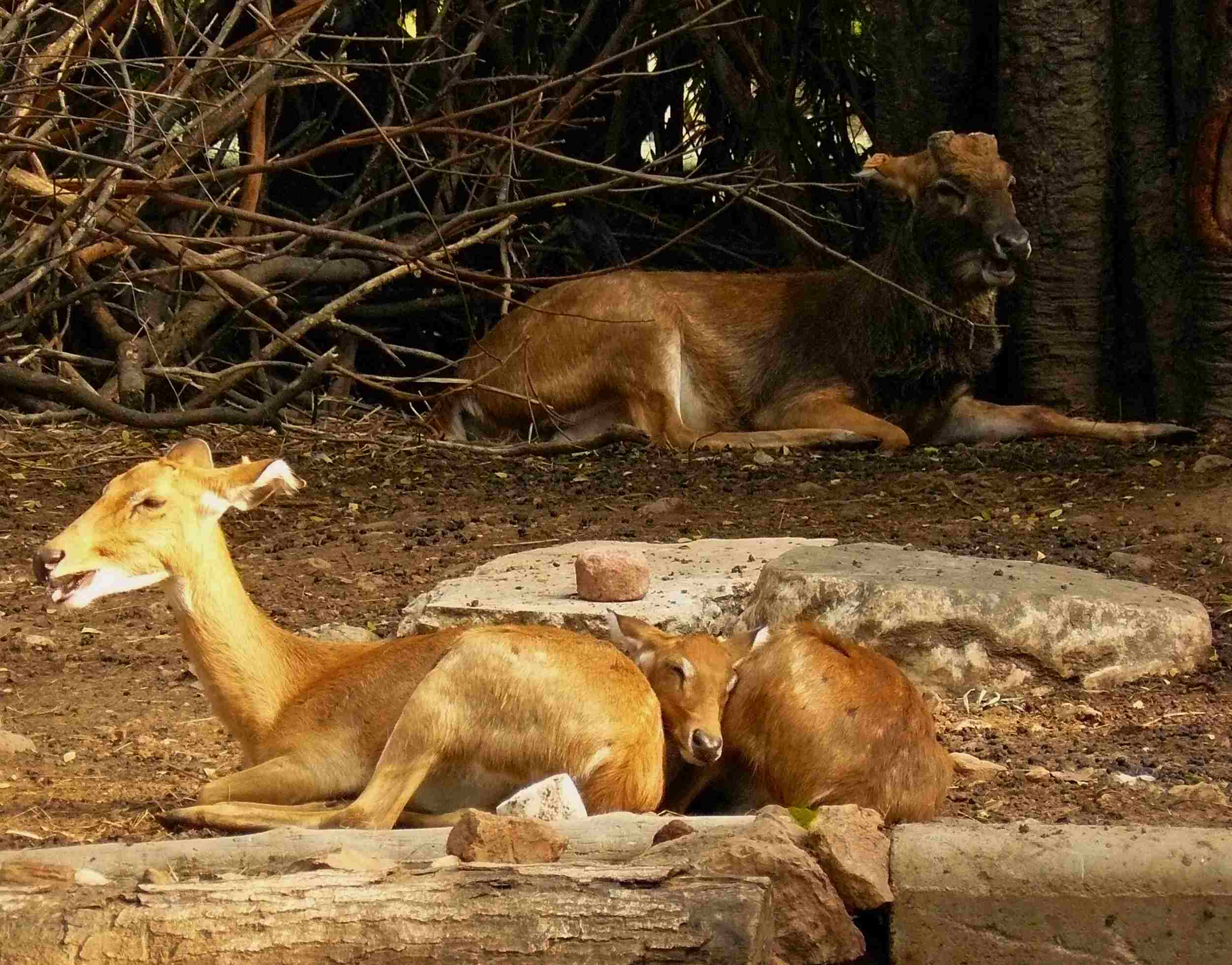
Tameng del Siam
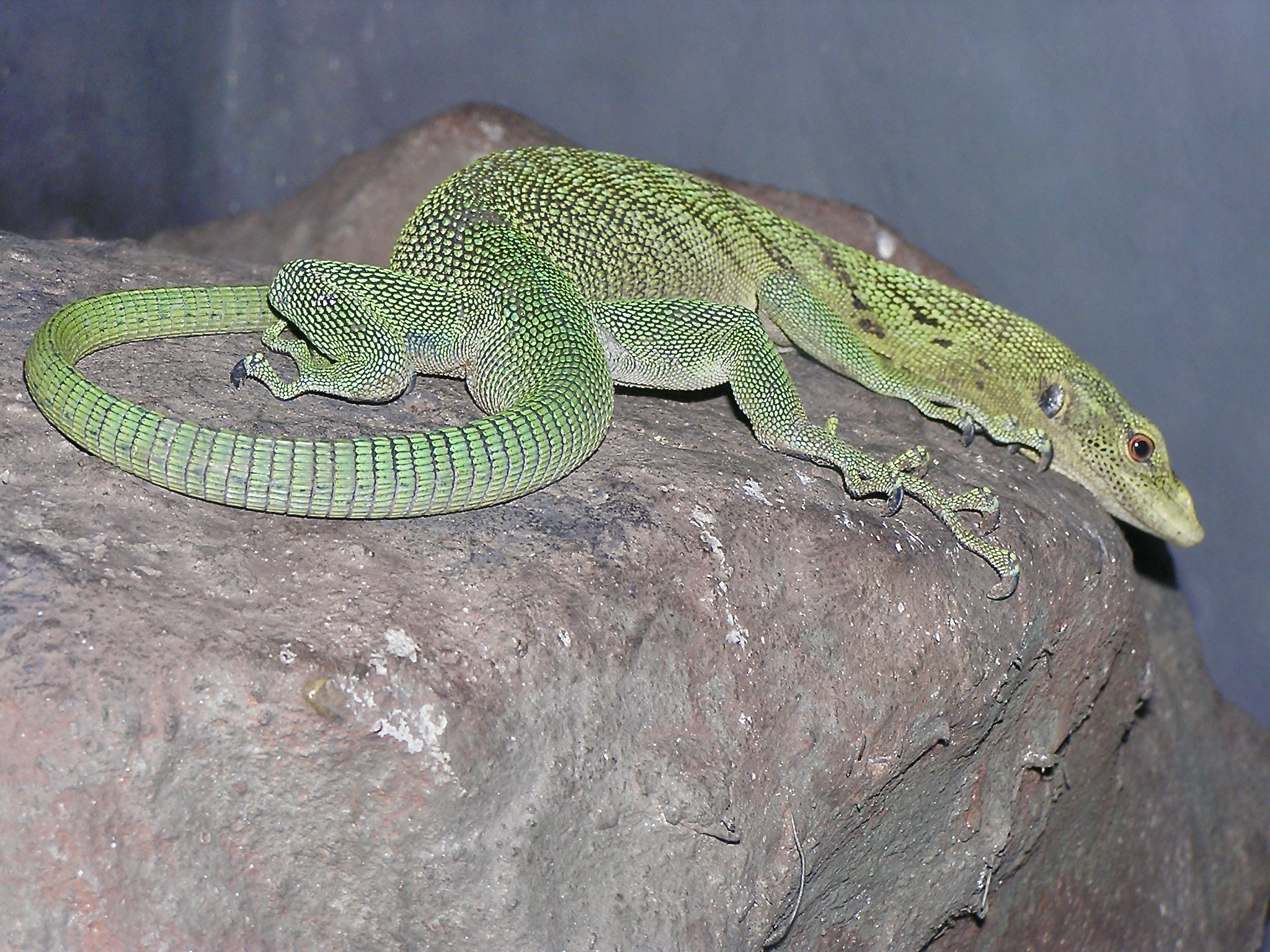
Varanidae Varanus prasinus
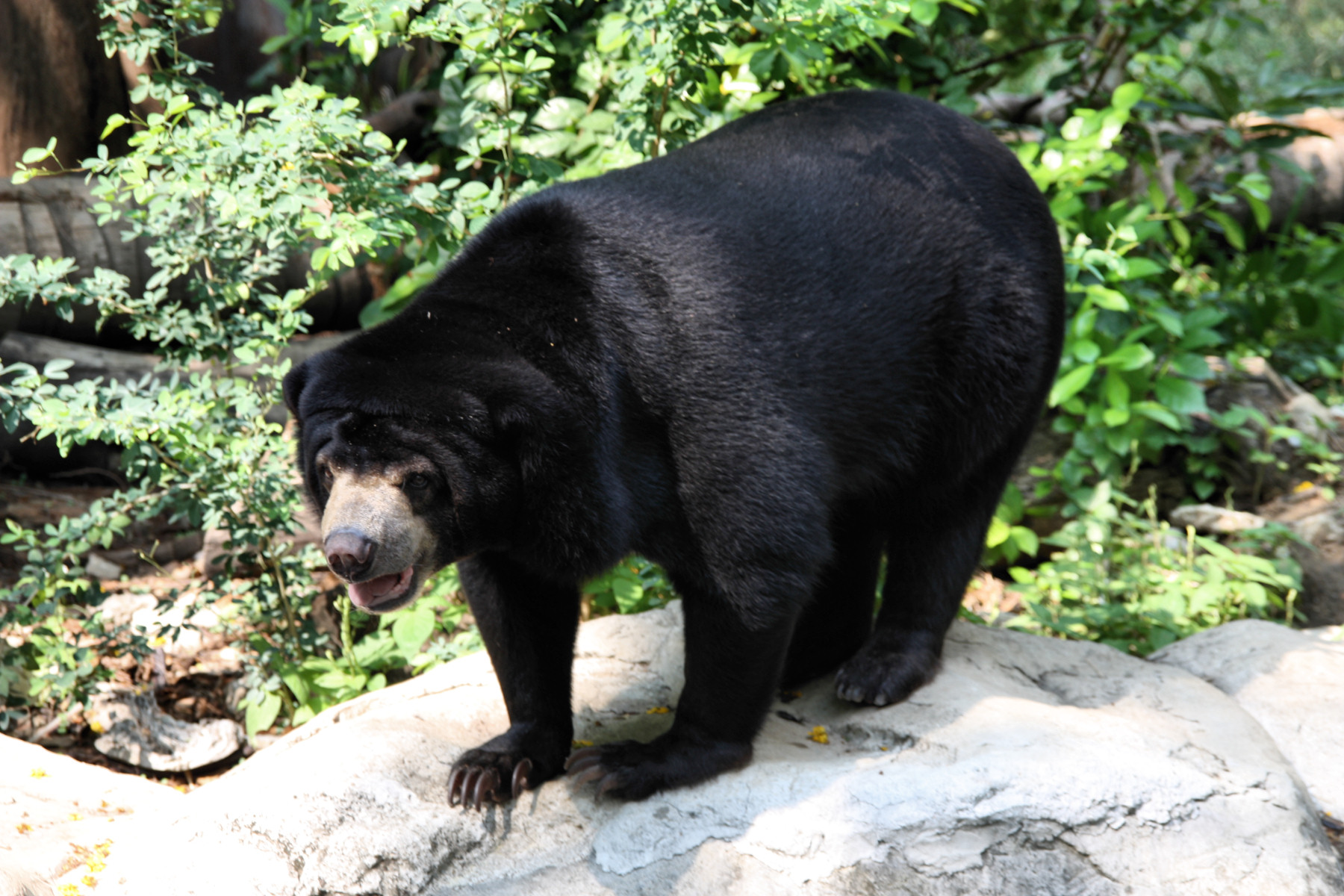
Orso malese
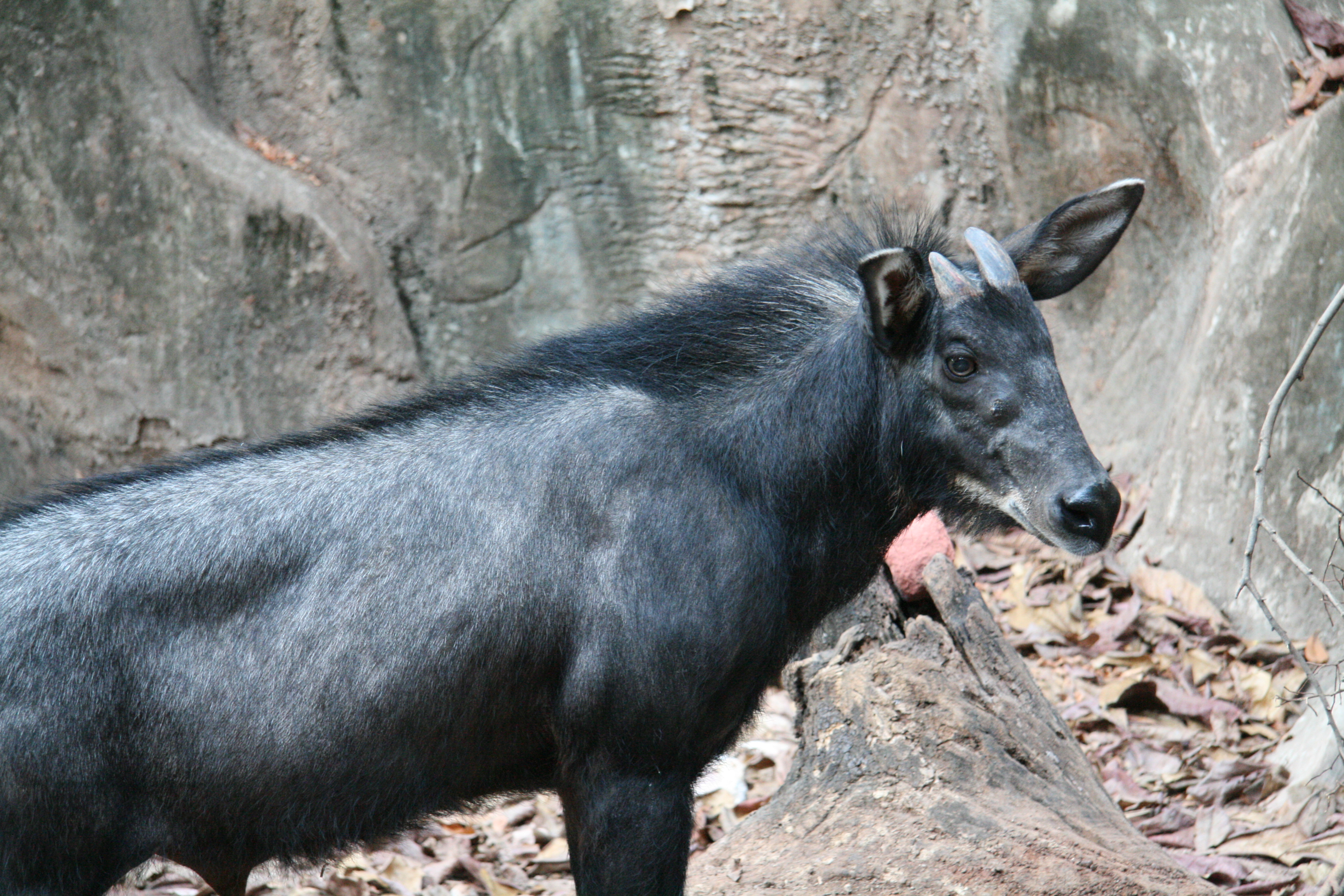
Capricornis sumatraensis
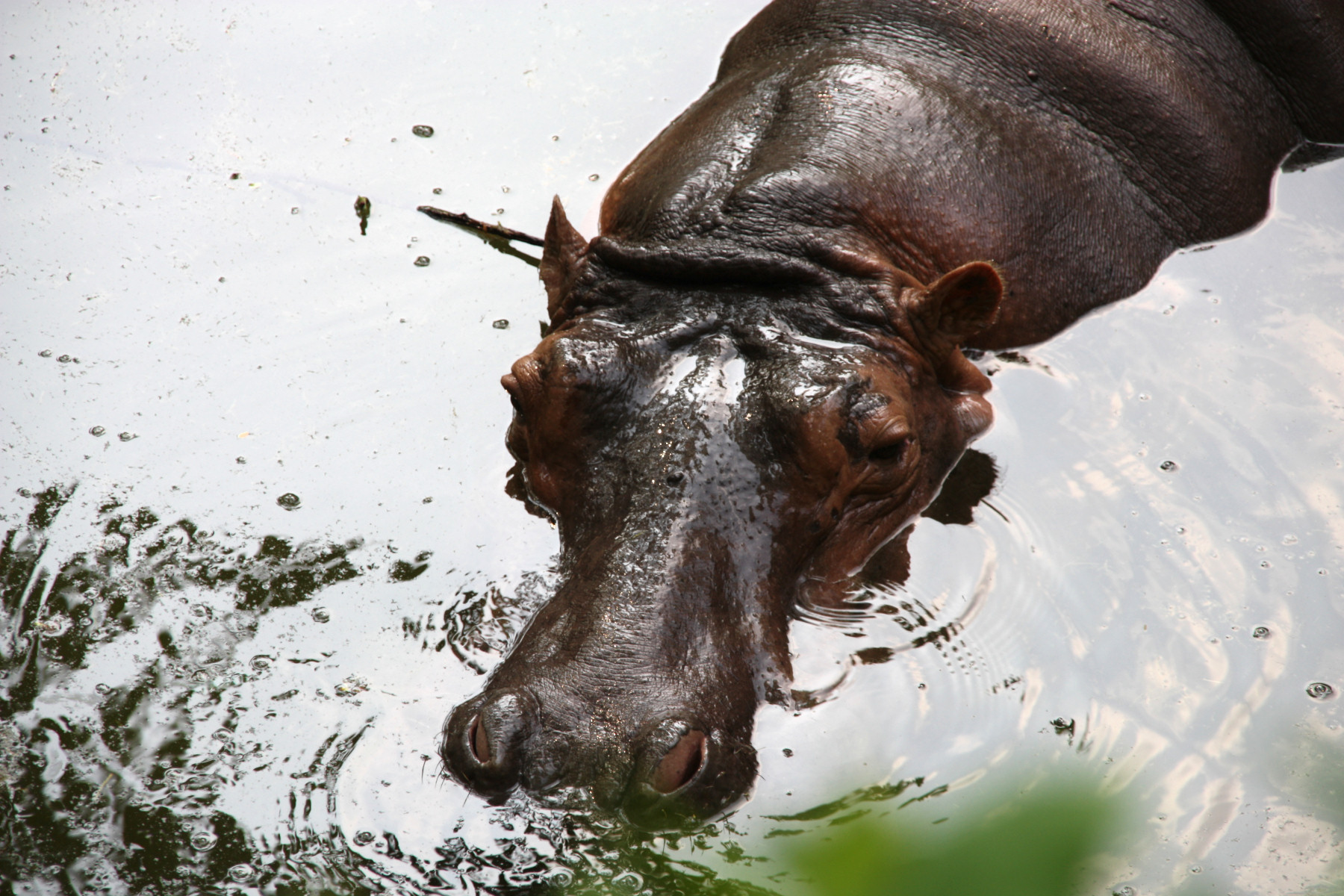
Ippopotamo
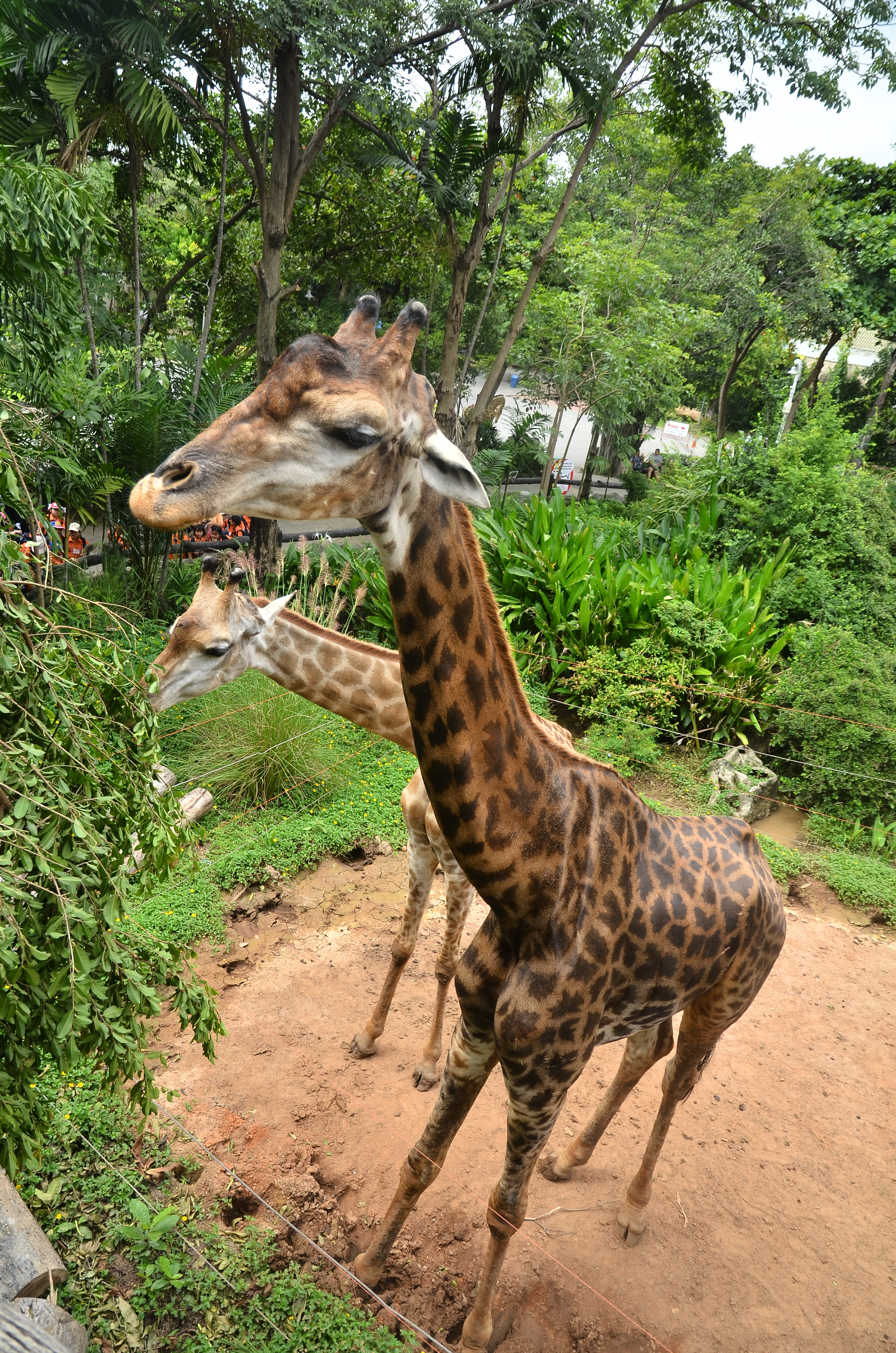
Giraffe
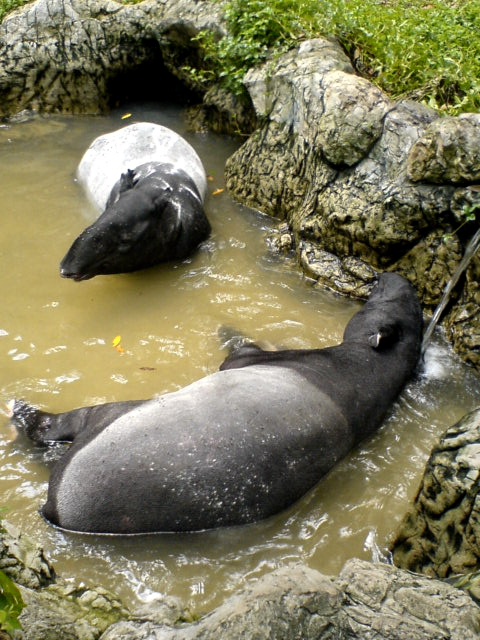
Tapiri
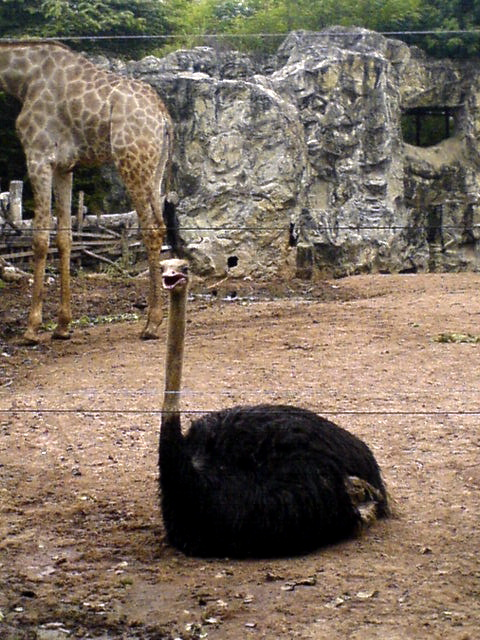
Struzzo
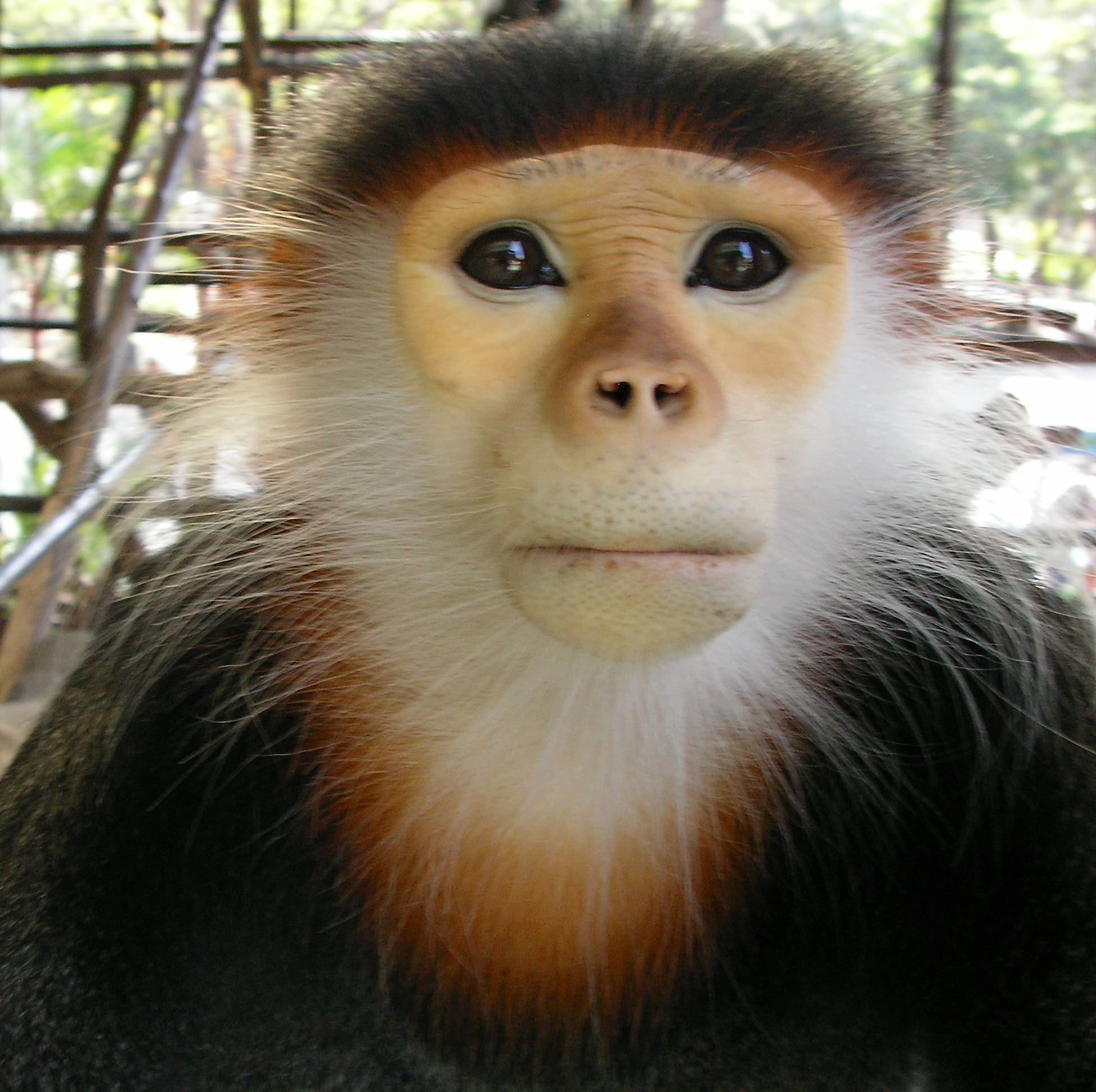
Langur duca